# Maciej Maciak
Maciej Maciak (nacido el 19 de junio de 1970 en Wloclawek) es un periodista polaco y líder de Ruch Dobrobytu i Pokoju. Candidato para la función de Presidente de la República de Polonia en las elecciones de 2025 .

## Biografía
Hijo de un trabajador de una oficina de diseño y una cocinera. Se graduó en escuela secundaria Nicolás Copérnico n°2 de Włocławek. Según sus propias declaraciones, en finales de años 80 militó en Ruch Wolność i Pokój. En 1990 sin éxito solicitó estudios pedagógicos en la Universidad Nicolás Copérnico de Toruń, posteriormente retomó estudios de derecho inacabados en esta universidad. Lideró su propia empresa de venta de piezas para automóviles. Desde 2009 por 10 años lideró una televisión local CW24 tv, que terminó su funcionamiento en 2019. Después siguió esta actividad en sus canales de YouTube (tiene 72.5 mil de suscriptores por 8 de mayo de 2025), apareció también como un invitado en varios canales, incluyendo rusos y bielorusos.
Durante las elecciones locales de 2006, se presentó como candidato a la Asamblea Regional de Cuyavia y Pomerania por la lista de partido Samoobrona RP, ganando 500 votos. En 2018, candidó para presidente de Włocławek, ganando 6085 votos (14,13%) terminando en 4 lugar entre 9 candidatos. También se postuló sin éxito para concejal de la ciudad. En elecciones de 2019 intentó sin éxito registrar su candidatura en nobre de KWW Bezpartyjni i Samorządowcy para el senado en el distrito no. 13.
En 2022 creó formación política y social Ruch Dobrobytu i Pokoju, el cual lidera. En elecciones de 2023 KWW RDiP registró listas de candidatos en 11 de 41 distritos para el Sejm y 3 para Senat. Maciej Maciak durante las elecciones sin éxito candidó para Parlamentario de Sejm en distrito no. 5. Ganó 1298 votos (0,24%).
En 2024 otra vez intentó para la posición del presidente de Włocławek y ganó 2558 votos (7,42%), es decir cuarto lugar entre 6 candidatos. También sin éxito otra vez candidó para ayuntamiento de la ciudad. 
Candidato para presidente de Polonia en las elecciones de 2025.

## Controversias
En 2019 fue condenado por una orden penal de un multa por insultar a sus contrcandidato para presidente de Włocławek, Emanuel Kalejaiye (nigeriano de piel oscura, habitante de Polonia desde 1991) por su afiliación racial. Maciej Maciak anunció entonce que presentaria una reclamación contra la decisión del tribunal
Puntos de vista geopoliticos
Sus declaraciones son por algunos medios recibidos como prorrusos. En una entrevista para Radio Internacional de Bielorrusia afirmó, que presidente Aleksandr Lukashenko, presidente Vladímir Putin y presidente de la República Popular China Xi Jinping  son "en muchos aspectos un símbolo de normalidad" en "mundo dominado por el capital malo".
El 28 de abril de 2025, durante un debate presidencial organizado por "Super Express", preguntado por Marek Jakubiak confirmó que admiraba a Vladímir Putin y que "nadie en Polonia sería capaz de soportar tal presión". Después repitió esta opinión en una entrevista de Krzysztof Stanowski (el cual se fue después de 1 minuto y 30 segundos) en Kanał Zero; añadió, que admira a Putin por su "excepcional resistencia al odio, que llega al presidente de Rusia". Un momento después añadió que "admirar puede ser una palabra exagerada, pero respetar".